# Ashton Gate Stadium
Ashton Gate Stadium és un estadi a Ashton Gate, Bristol, Anglaterra, i és la llar del Bristol City F.C. i del Bristol Rugbi. Situat al sud-oest de la ciutat, just al sud del riu Avon, actualment té una capacitat total de 27 000 espectadors.
Ashton Gate va ser la llar del Bedminster F.C. Fins a la seva fusió de 1900 amb el Bristol South End que va jugar a St John's Lane, i el club fusionat va jugar a St John's Lane fins al final de la temporada 1903-04, quan es van traslladar a Ashton Gate.
L'estadi també ha tingut un paper en la història del rugbi a la ciutat. El Bristol Rugbi hi va jugar en diverses ocasions des de la dècada de 1920, una ocasió va ser el 27 de desembre de 2006, quan va derrotar els rivals locals, Bath Rugbi 16-6, amb una multitud rècord veient el partit. S'hi han disputat diversos partits internacionals de rugbi, començant amb Anglaterra contra País de Gal·les el 1899. 100 anys més endavant, els All Blacks hi van jugar contra Tonga un partit de la copa del món de Rugbi de 1999. A partir de la temporada 2014-2015, el Bristol Rugbi es va traslladar permanentment a Ashton Gate.
L'estadi ha estat amfitrió de dos amistosos internacionals sub-21 d'Anglaterra. El primer va ser contra els sub-21 de Romania el 21 d'agost de 2007. Va acabar amb un empat a 1-1 amb Matt Derbyshire donant als amfitrions l'avantatge en el vuitè minut, però un gol de Joe Hart en pròpia porta als 25 minuts donà als visitants un empat, en un partit amb 18.640 espectadors L'altre va ser contra els sub-21 de l'Uzbekistan el 10 d'agost de 2010. Els amfitrions van vèncer els visitants per 2-0 amb Danny Rose marcant en el minut 64 i Martin Kelly anotant en el minut 78. Va haver-hi 9.821 espectadors.